# Paraplyerna
Paraplyerna (franska: Les Parapluies) är en oljemålning av den franske konstnären Auguste Renoir från 1881–1886. Den ställs växelvis ut på National Gallery i London och på Hugh Lane Gallery i Dublin. Från 2019 inleds en sexårsperiod då den ska ställas ut i London.
Renoir arbetade med detta Parismotiv i två perioder. Den första perioden var omkring 1881 då han målade framför allt högra sidan. Därefter gjorde han en omkring fyra år lång paus, för att sedan fortsätta arbetet 1885–1886. Under denna förhållandevis långa tillkomsttid förändrade Renoir sin konstuttryck, vilket kan ses i målningen. Den högra sidan är mer impressionistisk med suddiga konturer. I mitten av 1880-talet lämnade han allt mer impressionismen, han studerade de gamla klassikerna och började tillämpa en mer linjär stil vilket också kan skönjas i den vänstra delen av tavlan.
Som modell för kvinnan till vänster som bär en korg stod konstnären Suzanne Valadon. Hon stod modell för flera Renoirmålningar, till exempel Dans i staden och Dans i Bougvial (båda 1883).   